# Eucharia wassi
Eucharia wassi är en fjärilsart som beskrevs av Aigner 1905. Eucharia wassi ingår i släktet Eucharia och familjen björnspinnare. Inga underarter finns listade i Catalogue of Life.